# Чампакалата
Чампакала́та (IAST: Campakalatā) — персонаж индуистской мифологии, одна из восьми самых близких подруг-пастушек Кришны и его возлюбленной Радхи. В гаудия-вайшнавском богословии, Чампакалату и других семь девушек-пастушек называют санскритским термином парамапрешта-сакхи («самыми дорогими подругами»). Парамапрешта-сакхи в равной мере любят Радху и Кришну. Хотя Чампакалата и другие семь гопи являются подругами и служанками Радхи, они также имеют интимные отношения с Кришной. Иногда, Радха лично устраивает их игры с «господом их сердца».
Чампакалата всего лишь на один день младше Радхи. Её кожа цветом подобна жёлтому цветку чампака, и она одета в одежды цвета голубых перьев сойки. В служении Радхе она играет роль искусного дипломата, умело расстраивая планы соперниц Радхи в любовных играх с Кришной. Она также превосходный повар и знаменита своим мастерством в гончарном ремесле. Говорится, что родом она из деревни Сунтхера. Её мать зовут Батика, а отца — Арама. Замужем она за Чандакшей.